# Гігіу
Гігіу (рум. Ghighiu) — село у повіті Прахова в Румунії. Входить до складу комуни Беркенешть.
Село розташоване на відстані 51 км на північ від Бухареста, 6 км на південний схід від Плоєшті, 91 км на південний схід від Брашова.

## Населення
За даними перепису населення 2002 року у селі проживали 738 осіб, з них 737 осіб (99,9%) румунів. Рідною мовою 737 осіб (99,9%) назвали румунську.